# Giacomo di Costantinopoli
Giacomo (in greco Πάπυρος?, Iákovos; Chio, ... – Moldavia, 1700) è stato un arcivescovo ortodosso greco con cittadinanza ottomana, che ha ricoperto la carica di Patriarca ecumenico di Costantinopoli per tre mandati nella seconda metà del XVII secolo.

## Biografia
Giacomo era originario dell'isola di Chios e fu inizialmente metropolita di Larissa. Salì al trono patriarcale per la prima volta nel 1679 e vi rimase fino al 1682, quando si dimise dopo essere entrato in un duro conflitto con l'ex patriarca Dioniso IV. Successivamente, nel 1685, Giacomo fu richiamato al trono per decisione del Santo Sinodo e vi rimase per un anno, fino a quando non si dimise nuovamente nel 1686. L'anno seguente, Giacomo assunse il trono per la terza e ultima volta, ma alla fine si dimise di nuovo nel 1688.
Questa volta Giacomo scelse di fuggire in Moldavia, dove morì nel 1700.